# ヒメキマダラセセリ
ヒメキマダラセセリ（姫黄斑挵、 Ochlodes ochraceus）は、チョウ目（鱗翅目）セセリチョウ上科セセリチョウ科に属するチョウの一種。

## 概要
コキマダラセセリに近縁。濃褐色の地色に乗る斑紋は黄色っぽい橙色。雄は特に鮮やかになり、前翅表中央に橙色の斑紋を横切るように黒色の性標が現れるなど、セセリチョウの仲間でも本種は雌雄の区別が容易なほうである。
年2回発生し、5・6月にかけて1回目の成虫が、8・9月に2回目の成虫が出る。ただし寒冷地では年1化。敏速に飛翔し、花や汚物・湿地などに降りる。
越冬態は幼虫。

## 分布
本州以南の疎林や草原。市街地には現れない。北海道でもまれに記録される。
日本国外ではロシア極東部、中国東北部、朝鮮半島。